# I-League 2nd Division 2022-2023
L'I-League 2nd Division 2022-2023 è la quattordicesima edizione della I-League 2nd Division, il campionato professionistico indiano calcio club, sin dalla sua istituzione nel 2008.

## Stagione

### Aggiornamenti
Il campionato ha campioni della lega statale o altre squadre idonee nominate dalle rispettive federazioni calcistiche statali, oltre alle 6 squadre di riserva della Indian Super League, queste ultime non possono essere promosse. Le squadre sono divise in zone per ridurre al minimo il viaggio e i vincitori di ciascuna zona si qualificheranno per la fase finale. La fase finale si giocherà in casa e in trasferta, composta da 5 squadre. Le prime due squadre su cinque che finiranno in testa alla classifica dopo la fase finale saranno promosse alla I-League. Le due squadre retrocesse della I-League e le altre 3 squadre della fase finale si qualificheranno direttamente per la fase finale della I-League 2 la prossima stagione. I criteri obbligatori per la licenza del club vengono rimossi per la partecipazione al campionato.

## Squadre partecipanti
| Squadra                  | Luogo                         | Allenatore          |
| ------------------------ | ----------------------------- | ------------------- |
| Ambernath United Atlanta | Mumbai, Maharashtra           | Steven Dias         |
| ARA                      | Ahmedabad, Gujarat            | Vivek Nagul         |
| Bengaluru B              | Bengaluru, Karnataka          | Jan Van Loon        |
| Bengaluru United         | Bengaluru, Karnataka          | Khalid Jamil        |
| Chennaiyin B             | Chennai, Tamil Nadu           | Cleofas Alex        |
| Delhi                    | Delhi, Delhi                  | Surinder Singh      |
| Dempo                    | Panaji, Goa                   | Samir Subash Naik   |
| Downtown Heroes          | Srinagar, Andamane            | Hilal Rasool Parray |
| East Bengal B            | Calcutta, Bengala Occidentale | Bino George         |
| FC Goa B                 | Margao, Goa                   | Deggie Cardozo      |
| Golden Threads           | Kochi, Kerala                 | Soly Xavier         |
| Hyderabad B              | Hyderabad, Telangana          | Shameel Chembakath  |
| Jagat Singh Palahi       | Phagwara, Punjab              | Avatar Singh        |
| Mumbai City B            | Mumbai, Maharashtra           | Mohan Dass          |
| Template:Calcio RKM FA   | Narayanpur, Chhattisgarh      | Jahar Das           |
| Shillong Lajong          | Shillong, Meghalaya           | Bobby Nongbet       |
| Techtro Swades United    | Una, Himachal Pradesh         | Vipin Thapa         |
| The Diamond Rock         | Balaghat, Madhya Pradesh      |                     |
| United SC                | Kalyani, Bengala Occidentale  | Steve Herbots       |

## Classifica

### Gruppo A
|  | Pos. | Squadra               | Pt | G | V | N | P | GF | GS | DR  |
|  | ---- | --------------------- | -- | - | - | - | - | -- | -- | --- |
|  | 1.   | Delhi                 | 16 | 8 | 5 | 1 | 2 | 20 | 5  | +15 |
|  | 2.   | Downtown Heroes       | 14 | 8 | 4 | 2 | 2 | 7  | 5  | +2  |
|  | 3.   | Jagat Singh Palahi    | 13 | 8 | 4 | 1 | 3 | 10 | 9  | +1  |
|  | 4.   | Techtro Swades United | 12 | 8 | 4 | 0 | 4 | 9  | 8  | +1  |
|  | 5.   | Mumbai City B         | 2  | 8 | 0 | 2 | 6 | 4  | 23 | -19 |

### Gruppo B
|  | Pos. | Squadra          | Pt | G | V | N | P | GF | GS | DR  |
|  | ---- | ---------------- | -- | - | - | - | - | -- | -- | --- |
|  | 1.   | United SC        | 14 | 6 | 4 | 2 | 0 | 9  | 4  | +5  |
|  | 2.   | Shillong Lajong  | 13 | 6 | 4 | 1 | 1 | 13 | 3  | +10 |
|  | 3.   | East Bengal B    | 7  | 6 | 2 | 1 | 3 | 8  | 8  | 0   |
|  | 4.   | The Diamond Rock | 0  | 6 | 0 | 0 | 6 | 3  | 18 | -15 |

### Gruppo C
|  | Pos. | Squadra          | Pt | G | V | N | P | GF | GS | DR  |
|  | ---- | ---------------- | -- | - | - | - | - | -- | -- | --- |
|  | 1.   | Bengaluru United | 17 | 8 | 5 | 2 | 1 | 21 | 5  | +16 |
|  | 2.   | Golden Threads   | 12 | 8 | 3 | 3 | 2 | 13 | 11 | +2  |
|  | 3.   | Bengaluru B      | 11 | 8 | 3 | 2 | 3 | 10 | 11 | -1  |
|  | 4.   | Chennaiyin B     | 9  | 8 | 3 | 0 | 5 | 7  | 17 | -10 |
|  | 5.   | RKM              | 7  | 8 | 2 | 1 | 5 | 8  | 15 | -7  |

### Gruppo D
|  | Pos. | Squadra                  | Pt | G | V | N | P | GF | GS | DR  |
|  | ---- | ------------------------ | -- | - | - | - | - | -- | -- | --- |
|  | 1.   | Ambernath United Atlanta | 17 | 8 | 5 | 2 | 1 | 17 | 9  | +8  |
|  | 2.   | ARA                      | 17 | 8 | 5 | 2 | 1 | 13 | 5  | +8  |
|  | 3.   | Dempo                    | 14 | 8 | 4 | 2 | 2 | 9  | 6  | +3  |
|  | 4.   | Hyderabad B              | 4  | 8 | 1 | 1 | 6 | 4  | 10 | -6  |
|  | 5.   | FC Goa B                 | 4  | 8 | 1 | 1 | 6 | 4  | 17 | -13 |

### Gruppo seconde qualificate
Dato che il gruppo B è composto solo da 4 squadre vengono esclusi dal conteggio i risultati contro le quinte classificate.
|  | Pos. | Squadra         | Pt | G | V | N | P | GF | GS | DR  |
|  | ---- | --------------- | -- | - | - | - | - | -- | -- | --- |
|  | 1.   | Shillong Lajong | 13 | 6 | 4 | 1 | 1 | 13 | 3  | +10 |
|  | 2.   | ARA             | 11 | 6 | 3 | 2 | 1 | 7  | 5  | +2  |
|  | 3.   | Downtown Heroes | 10 | 6 | 3 | 1 | 2 | 7  | 5  | +2  |
|  | 4.   | Golden Threads  | 9  | 6 | 2 | 3 | 1 | 9  | 8  | +1  |

## Gruppo promozione
|  | Pos. | Squadra                  | Pt | G | V | N | P | GF | GS | DR |
|  | ---- | ------------------------ | -- | - | - | - | - | -- | -- | -- |
|  | 1.   | Delhi                    | 7  | 4 | 2 | 1 | 1 | 6  | 4  | +2 |
|  | 2.   | Shillong Lajong          | 7  | 4 | 2 | 1 | 1 | 5  | 7  | -2 |
|  | 3.   | Ambernath United Atlanta | 6  | 4 | 2 | 0 | 2 | 10 | 8  | +2 |
|  | 4.   | Bengaluru United         | 6  | 4 | 2 | 0 | 2 | 3  | 3  | 0  |
|  | 5.   | United SC                | 3  | 4 | 1 | 0 | 3 | 7  | 9  | -2 |